# Lingua pāli

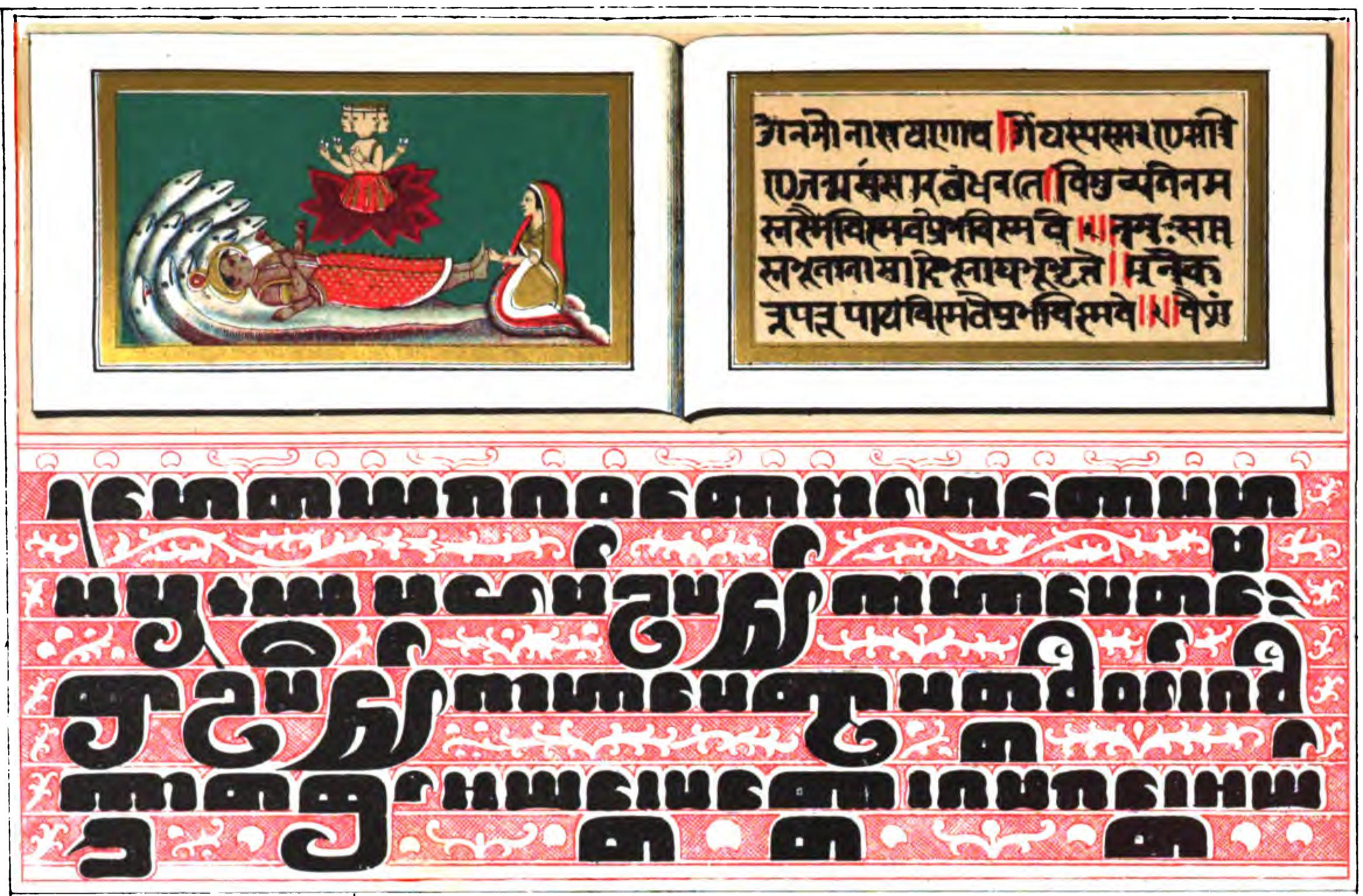
La parte superiore mostra un testo in sanscrito mentre la parte inferiore mostra un testo in pali da una scrittura cerimoniale buddista chiamata "kammuwa" (dal birmano), probabilmente in scrittura mon

La lingua pāli (nome nativo: पालि, pāli) è una lingua indiana, appartenente alla famiglia indoeuropea. Ancora oggi è usata come lingua liturgica del buddismo theravāda.
Il pāli è la lingua in cui è stato compilato il canone buddhista  della scuola del theravāda, il Tipitaka (“tre canestri”, in sanscrito Tripitaka), intorno all'80 a.C. 
In passato fu identificato con l'antica lingua magadhi, affine al sanscrito. Recentemente però si è giunti a pensare che il magadhi si sia sviluppato separatamente rispetto al pāli. Infatti, ad esempio, nessuna iscrizione dell'imperatore Aśoka, vissuto nel III secolo a.C., è in pāli, ma in altri dialetti pracritici.

## Descrizione  e classificazione
La lingua liturgica del buddhismo del theravāda ha riconoscibili le caratteristiche della lingua indo-aria. Non può però essere ritenuta derivata dal sanscrito classico in quanto rivela certe peculiarità che la fanno ritenere strettamente imparentata con il sanscrito dei Veda. Questa parentela è rivelata, ad esempio, dalla forma degli infiniti e dalla forma di numerosi gerundi. Altri tratti che condivide con l'antica lingua vedica sono sia lessicali che morfologici. Avendo inoltre conservato una parte maggiore della struttura fonetica della lingua indo-aria originale rispetto alle altre lingue pracrite, la si può ritenere la lingua pracrita più antica conosciuta. Altri studi contraddicono queste conclusioni ritenendo il pāli non una filiazione del sanscrito vedico quanto piuttosto di alcuni suoi dialetti o comunque sia delle antiche lingue pracritiche conosciute oggi. Il pāli risulta essere la più antica e, fatto salvo il sanscrito ibrido utilizzato nei sutra del buddhismo Mahāyāna, essa è la più vicina al sanscrito classico.

## Letteratura
Il canone del buddhismo del theravāda e i suoi commentari hanno dato origine a una copiosa letteratura, in particolare singalese e birmana. Il nome della lingua significa "testo canonico" per contrapposizione al testo dei commenti. La parola "pāli" è stata fraintesa in Asia già a partire dal XVII secolo: si è pensato che indicasse la lingua in cui era stato redatto il più antico canone buddhista.

## Scrittura pāli
La grafia originale dell'alfabeto di questa lingua, se mai esistita, è da lungo tempo andata perduta e oggi si usano gli alfabeti nazionali dei luoghi in cui i testi pāli sono pubblicati, insieme a quello sanscrito (devanāgarī). Un sistema completo per la sua trascrizione nell'alfabeto latino è stato curato dalla londinese Pali Text Society, che ha tradotto in inglese la maggior parte dei lavori classici in questa lingua producendo anche dizionari e testi di grammatica.